# Prądnik Biały Zachód
Prądnik Biały Zachód – osiedle w Krakowie, które rozciąga się od ul. Górnickiego do ul. Gdyńskiej oraz od ul. Opolskiej do Głogowej. Jednocześnie graniczy z Prądnikiem Białym Wschód, Witkowicami oraz z Azorami. Jest częścią Dzielnicy IV.
Na osiedlu znajdują się pętle autobusowe linii 144, 904 (Prądnik Biały) oraz 513 (Prądnik Biały Zachód). Funkcjonuje tu także Szkoła Podstawowa nr 58.

## Galeria

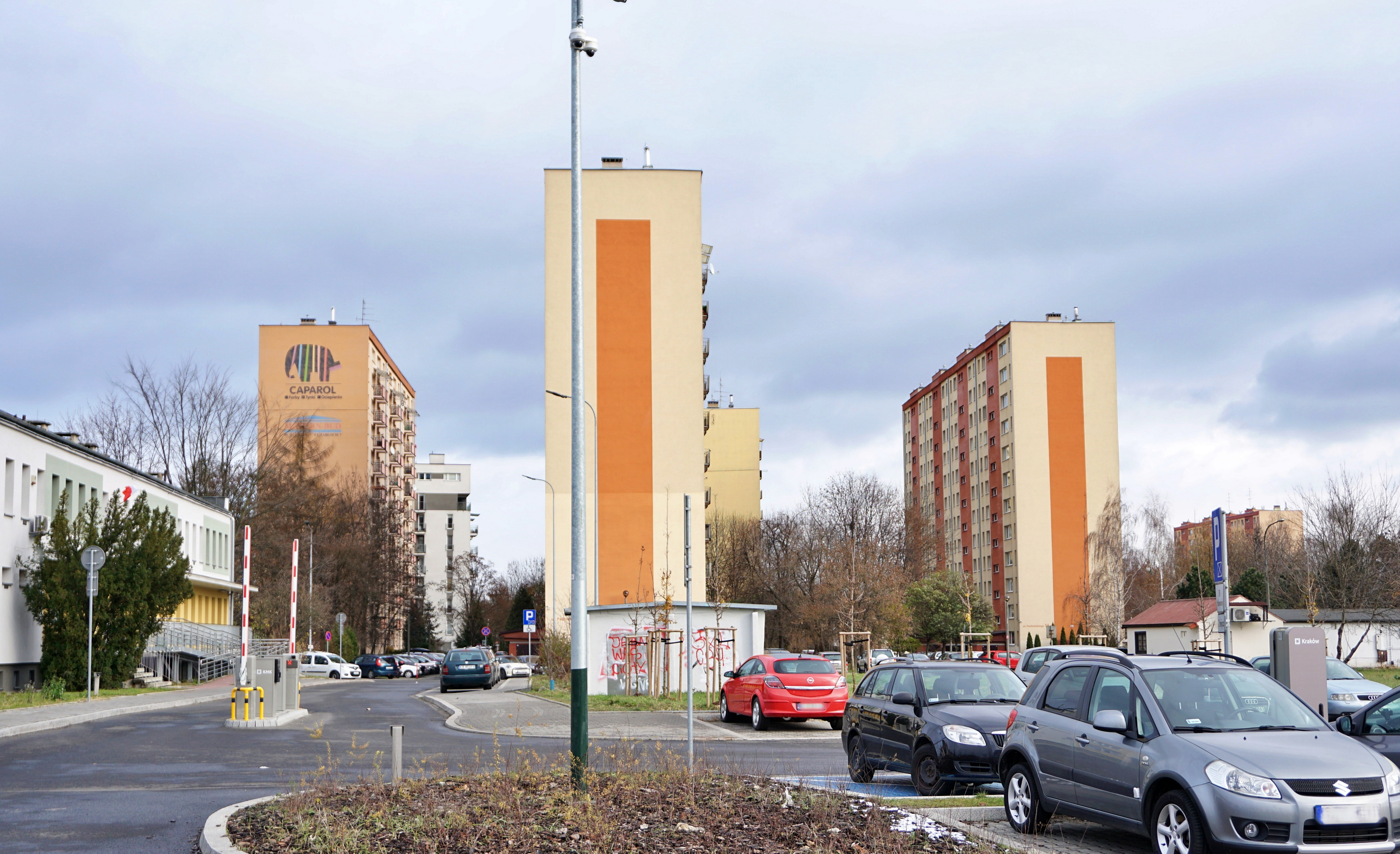
Widok z ul. gen. S. Sosabowskiego
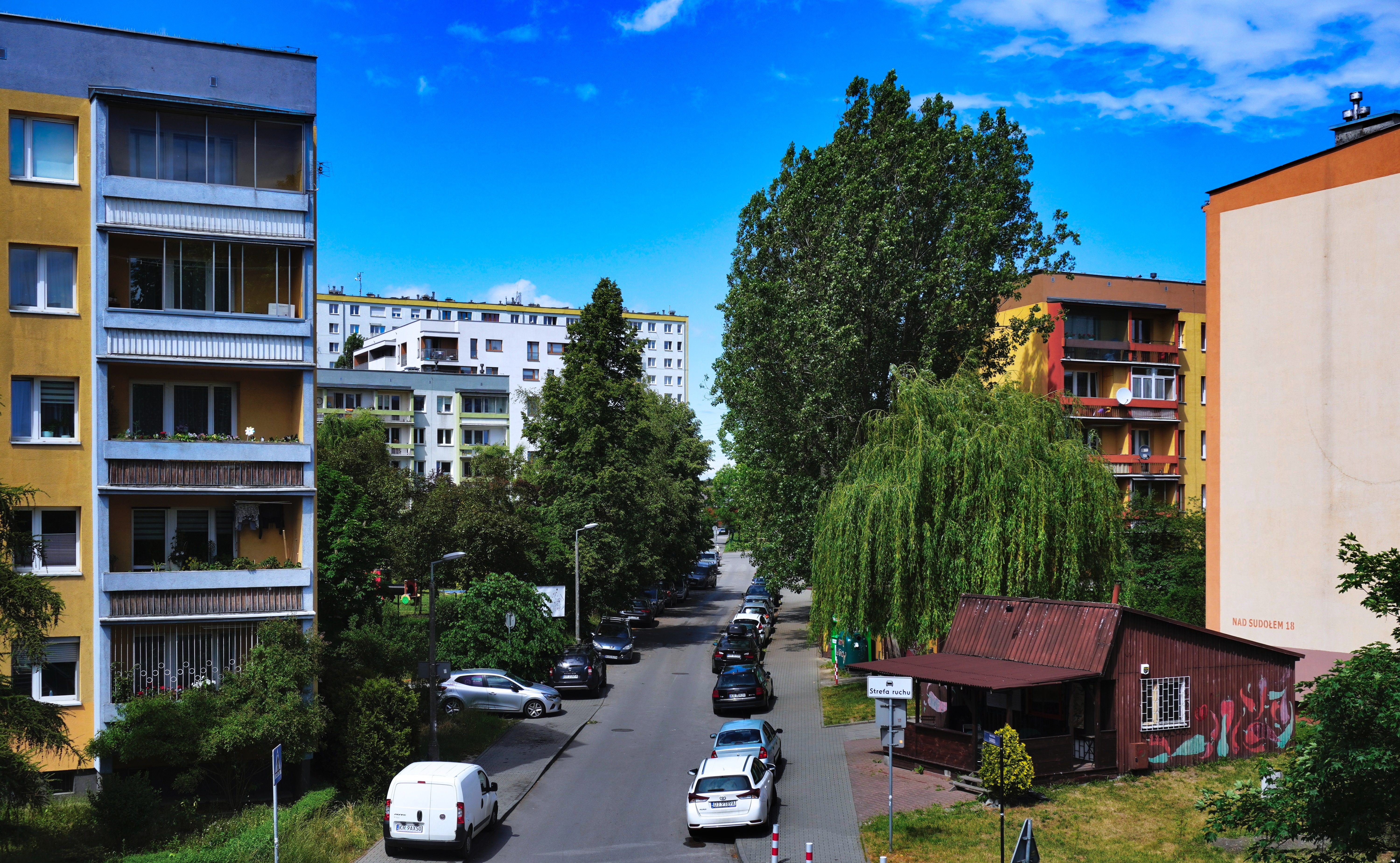
Ulica Wincentego Danka
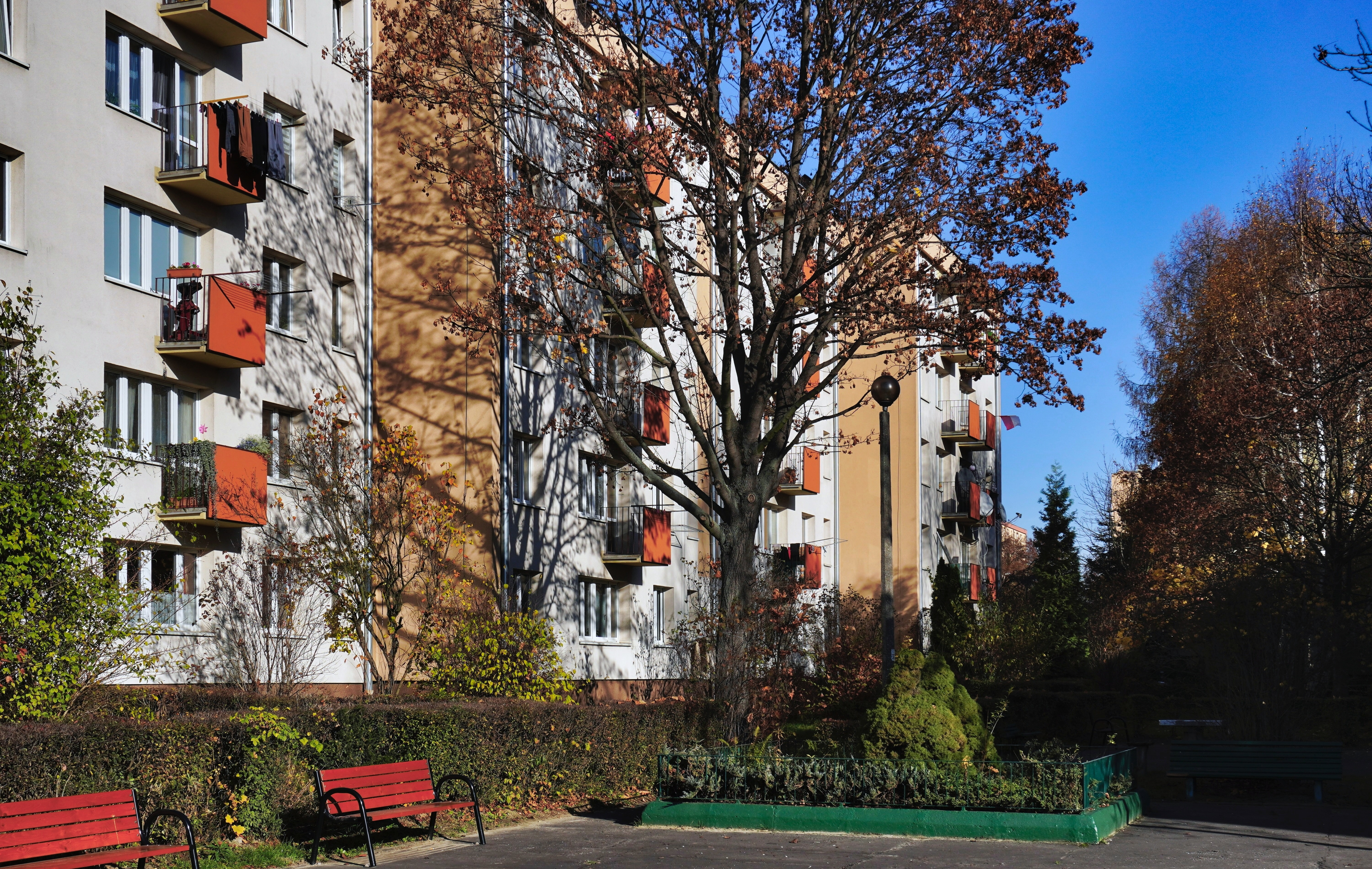
Wnętrze osiedla, blok przy ul. Szopkarzy 6
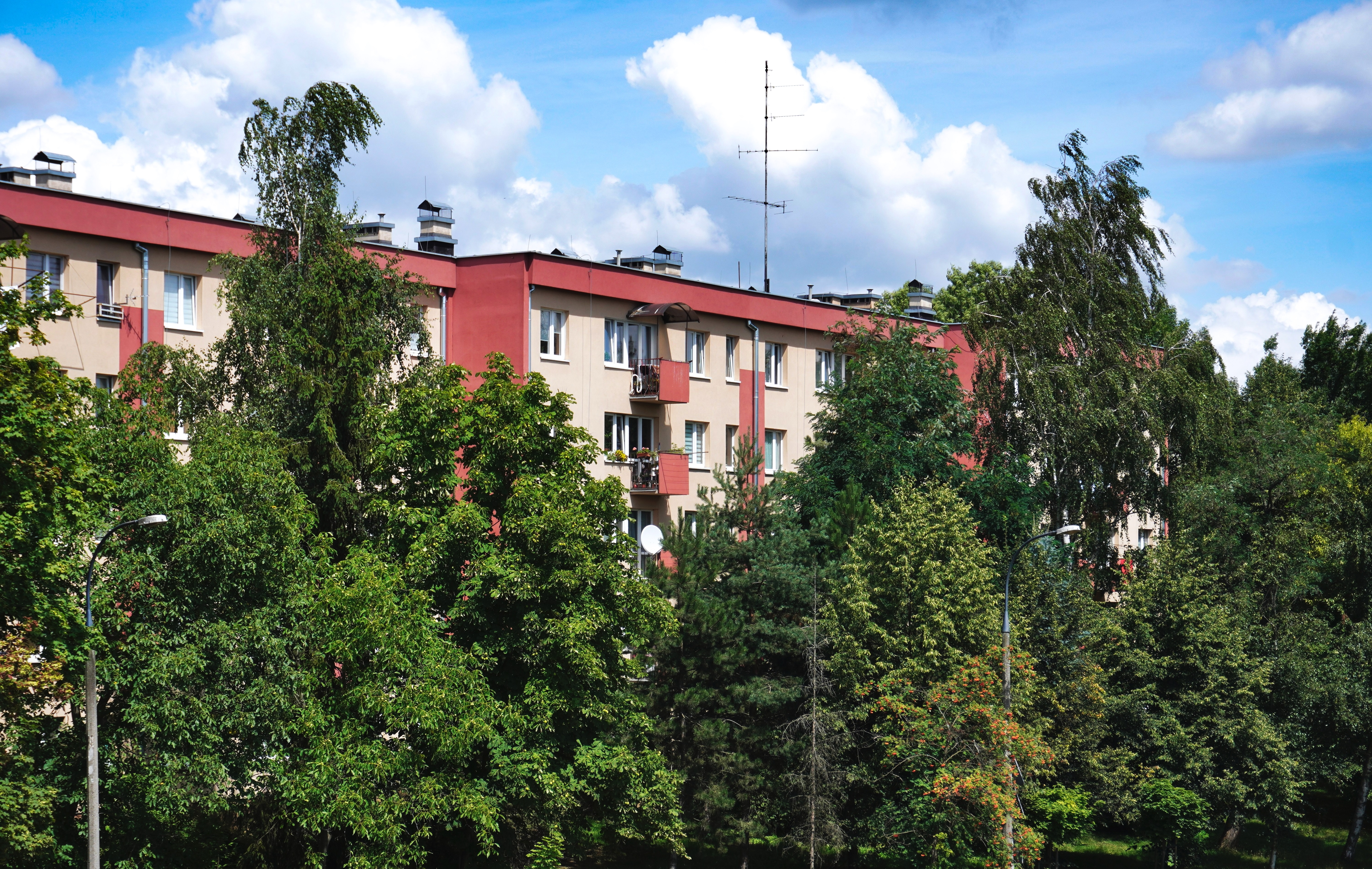
Wnętrze osiedla, blok przy ul. Szopkarzy 2
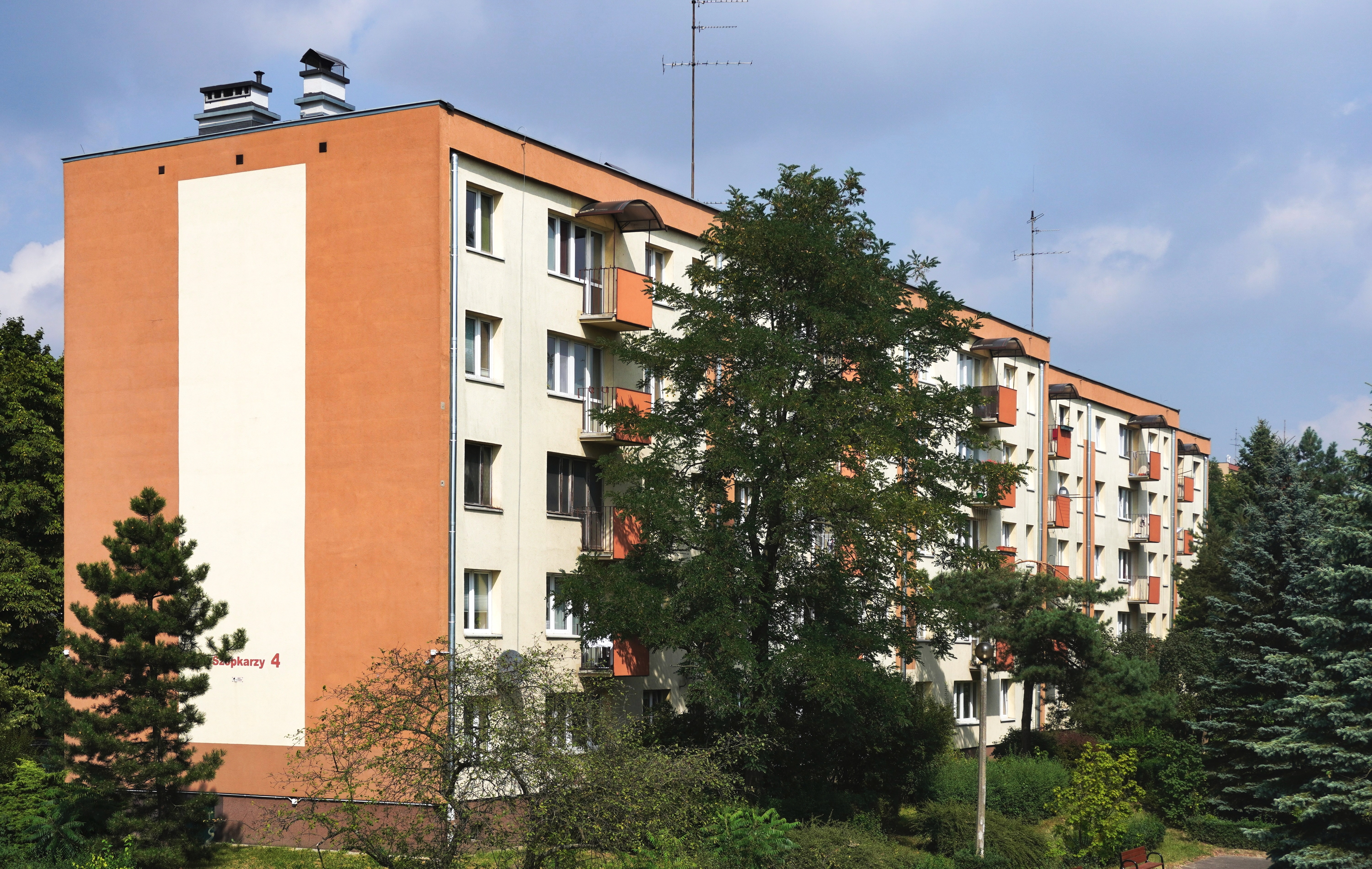
Wnętrze osiedla, blok przy ul. Szopkarzy 4
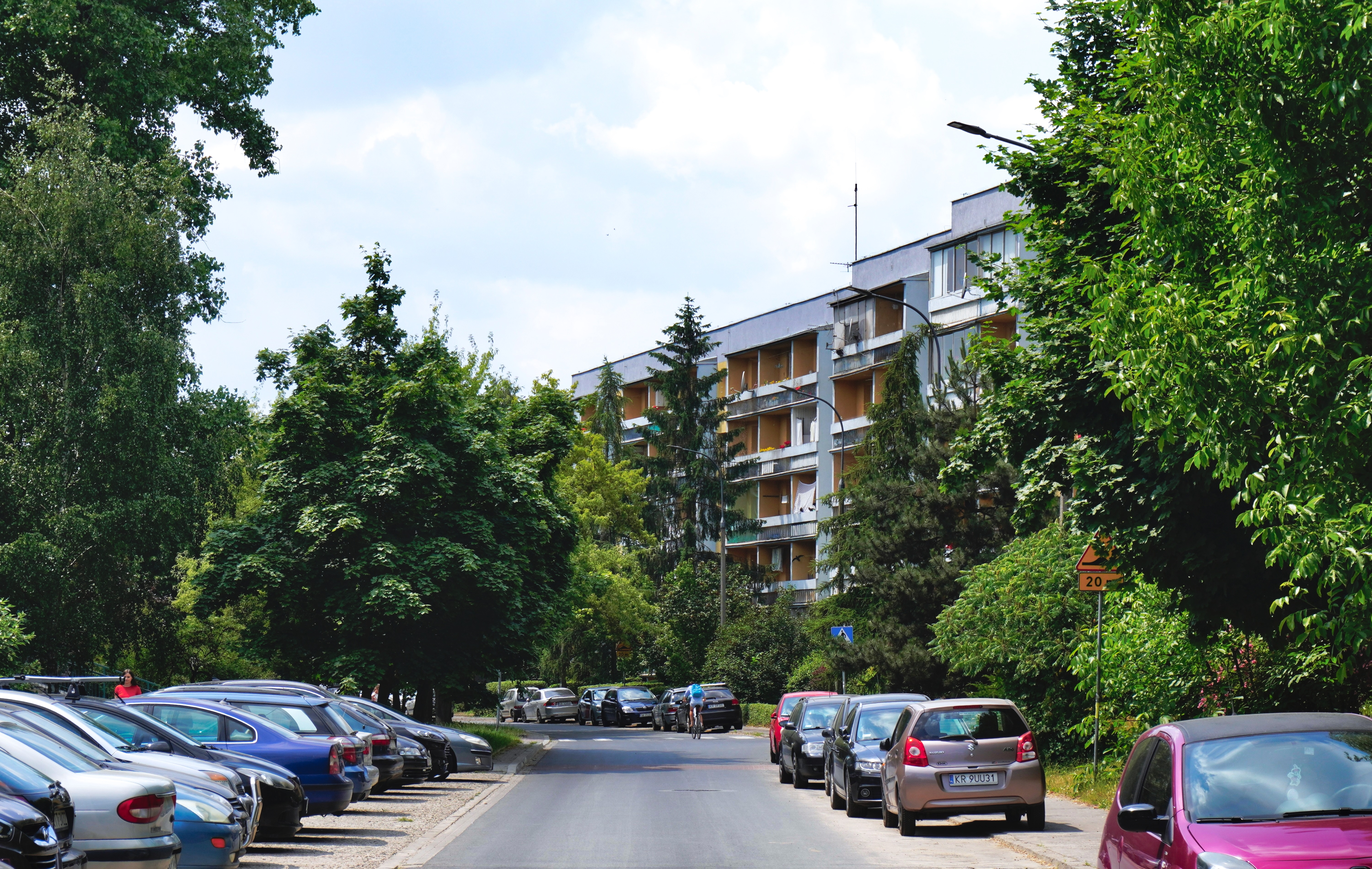
Ulica Nad Sudołem
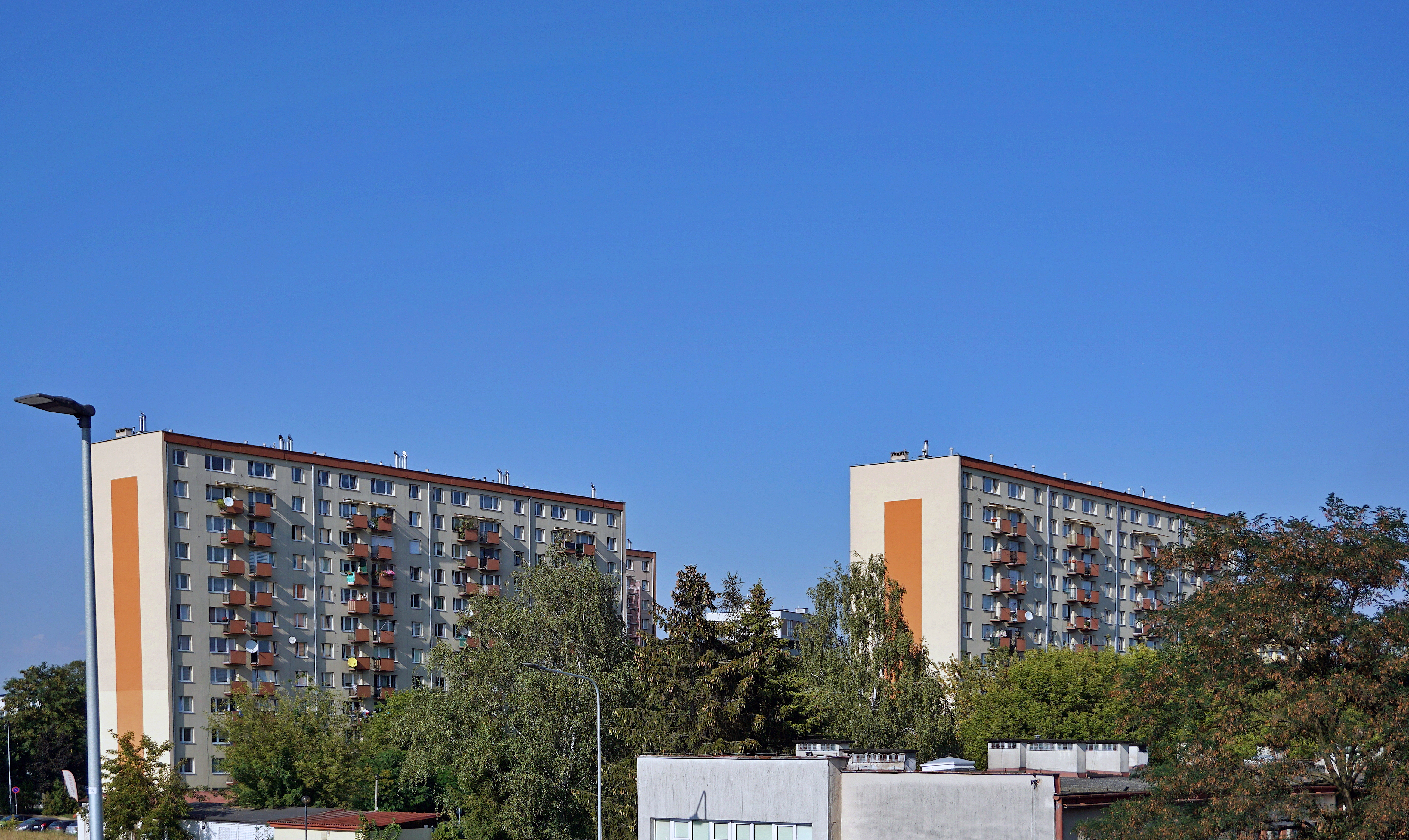
Bloki przy ulicy Henryka Pachońskiego 14, 14A i 18 (2024)